# Trym Torson
Trym Torson (Kai Johnny Mosaker), ou simplesmente "Trym", é um baterista de metal extremo norueguês. Já tocou nas bandas Enslaved, Emperor, Tartaros,  Imperium, Shadow Season, Ceremony, Zyklon e Paganize. Trym fez e ainda faz participações em diversas bandas, trabalhando como músico substituto e gravando álbuns como convidado.
Ficou em 47.° lugar na lista dos "50 melhores bateristas de hard rock e metal de todos os tempos" do site Loudwire.

## Bandas
- Emperor
- Tartaros
- Enslaved
- Imperium
- Shadow Season
- Paganize
- Ceremony
- Zyklon

## Discografia
Enslaved
- Hordanes Land 'EP' - (1993)
- Emperor / Hordanes Land 'Split' - (1993)
- Vikingligr Veldi - (1994)
- Frost - (1994)
- The Forest Is My Throne/Yggdrasill 'Split' - (1995)

Emperor
- Anthems to the Welkin at Dusk - (1997)
- IX Equilibrium - (1999)
- Prometheus: The Discipline of Fire & Demise - (2001)

Zyklon
- World ov Worms - (2001)
- Aeon - (2003)
- Disintegrate - (2006)

Imperium
- Imperium 'EP' - (2004)

Shadow Season
- The Frozen - (2003)

Abigail Williams
- In the Shadow of a Thousand Suns - (2008)

Paganize
- Evolution Hour - (2006)

Ceremony
- The Days Before The Death - (2000)